# جیمز کارو
جیمز کارو (انگلیسی: James Carew؛ ۵ فوریه ۱۸۷۶ – ۴ آوریل ۱۹۳۸) بازیگر اهل ایالات متحده آمریکا بود.
از فیلم‌ها یا برنامه‌های تلویزیونی که وی در آن نقش داشته‌است، می‌توان به عدالت، خیانت ملی، دیکتاتور، بابات کیه؟، تونل، اریحا، و دکمه طلایی، اشاره کرد.